# Phytomyza coquilletti
Phytomyza coquilletti är en tvåvingeart som beskrevs av Spencer 1986. Phytomyza coquilletti ingår i släktet Phytomyza och familjen minerarflugor.
Artens utbredningsområde är Illinois. Inga underarter finns listade i Catalogue of Life.